# Amadou Moutari
Tidjani Amadou Moutari Kalala (sinh ngày 19 tháng 1 năm 1994) là một cầu thủ bóng đá Niger thi đấu cho câu lạc bộ Hungary Ferencváros, ở vị trí tiền vệ.

## Sự nghiệp câu lạc bộ
Sinh ra ở Arlit, Moutari trải qua sự nghiệp ban đầu ở Niger và Pháp với Akokana và Le Mans B.
Vào tháng 1 năm 2014, Moutari ký hợp đồng với Metalurh Donetsk ở Giải bóng đá ngoại hạng Ukraina, trở thành cầu thủ Niger đầu tiên thi đấu ở giải.
Vào tháng 7 năm 2014, Moutari ký hợp đồng 4 năm với câu lạc bộ Nga Anzhi Makhachkala.
Ngày 25 tháng 1 năm 2017, Moutari ký hợp đồng với câu lạc bộ Hungary Ferencváros.

## Sự nghiệp quốc tế
Anh ra mắt quốc tế cho Niger năm 2012, và thi đấu ở Cúp bóng đá châu Phi 2012 và bị gãy chân trong trận đấu với Gabon.

## Thống kê sự nghiệp

### Câu lạc bộ
Tính đến 27 tháng 6 năm 2020
| Câu lạc bộ          | Mùa giải            | Giải vô địch                    | Giải vô địch | Giải vô địch | Cúp  | Cúp | Khác | Khác | Tổng | Tổng |
| Câu lạc bộ          | Mùa giải            | Hạng đấu                        | Trận         | Bàn          | Trận | Bàn | Trận | Bàn  | Trận | Bàn  |
| ------------------- | ------------------- | ------------------------------- | ------------ | ------------ | ---- | --- | ---- | ---- | ---- | ---- |
| Akokana             | 2011–12             | Giải bóng đá ngoại hạng Niger   | 10           | 3            | –    | –   | –    | –    | 10   | 3    |
| Le Mans B           | 2011–12             | Championnat de France Amateur   | 3            | 0            | 0    | 0   | 0    | 0    | 3    | 0    |
| Le Mans B           | 2012–13             | Championnat de France Amateur   | 6            | 0            | 0    | 0   | 0    | 0    | 6    | 0    |
| Le Mans B           | Tổng                | Tổng                            | 9            | 0            | 0    | 0   | 0    | 0    | 0    | 0    |
| Metalurh Donetsk    | 2013-14             | Giải bóng đá Ngoại hạng Ukraina | 6            | 0            | 0    | 0   | 0    | 0    | 6    | 0    |
| Anzhi Makhachkala   | 2014–15             | Giải bóng đá quốc gia Nga       | 29           | 6            | 2    | 1   | 0    | 0    | 31   | 7    |
| Anzhi Makhachkala   | 2015-16             | Giải bóng đá ngoại hạng Nga     | 17           | 0            | 1    | 0   | 2    | 0    | 20   | 0    |
| Anzhi Makhachkala   | 2016-17             | Giải bóng đá ngoại hạng Nga     | 4            | 0            | 2    | 1   | 0    | 0    | 6    | 1    |
| Anzhi Makhachkala   | Tổng                | Tổng                            | 50           | 6            | 5    | 2   | 2    | 0    | 57   | 8    |
| Ferencváros         | 2016-17             | Nemzeti Bajnokság I             | 14           | 3            | 7    | 4   | 0    | 0    | 21   | 7    |
| Ferencváros         | 2017–18             | Nemzeti Bajnokság I             | 26           | 5            | 2    | 0   | 4    | 0    | 32   | 5    |
| Ferencváros         | Tổng                | Tổng                            | 40           | 8            | 9    | 4   | 4    | 0    | 53   | 12   |
| Mezőkövesd          | 2018–19             | Nemzeti Bajnokság I             | 10           | 3            | 4    | 0   | –    | –    | 14   | 3    |
| Budapest Honvéd     | 2019–20             | Nemzeti Bajnokság I             | 30           | 4            | 8    | 1   | 4    | 0    | 42   | 5    |
| Tổng cộng sự nghiệp | Tổng cộng sự nghiệp | Tổng cộng sự nghiệp             | 155          | 24           | 26   | 7   | 10   | 0    | 190  | 31   |

### Quốc tế
Tính đến ngày 15 tháng 11 năm 2021
| Đội tuyển quốc gia Niger | Đội tuyển quốc gia Niger | Đội tuyển quốc gia Niger |
| Năm                      | Trận                     | Bàn                      |
| ------------------------ | ------------------------ | ------------------------ |
| 2012                     | 4                        | 0                        |
| 2013                     | 1                        | 0                        |
| 2014                     | 4                        | 0                        |
| 2015                     | 8                        | 0                        |
| 2016                     | 2                        | 0                        |
| 2019                     | 11                       | 1                        |
| 2020                     | 2                        | 0                        |
| 2021                     | 9                        | 1                        |
| Tổng                     | 41                       | 2                        |

### Bàn thắng quốc tế
Tính đến ngày 19 tháng 5 năm 2019
Bàn thắng và kết quả của Niger được để trước.
| # | Ngày                | Địa điểm                                         | Số trận | Đối thủ | Bàn thắng | Kết quả | Giải đấu           |
| - | ------------------- | ------------------------------------------------ | ------- | ------- | --------- | ------- | ------------------ |
| 1 | 23 tháng 3 năm 2019 | Sân vận động Tướng Seyni Kountché, Niamey, Niger | 20      | Ai Cập  | 1–1       | 1–1     | Vòng loại CAN 2019 |